# Stockholms län
För andra betydelser, se Stockholm (olika betydelser).
Stockholms län är ett av Sveriges län. Det är beläget i östra Svealand och har Sveriges huvudstad Stockholm som residensstad.
Stockholms län är vid riksdagsval i Sverige indelat i Stockholms kommuns valkrets och Stockholms läns valkrets. Stockholms län motsvarar i omfattning Storstockholm och det mer informella begreppet stockholmsregionen. I EU:s statistiska NUTS-indelning motsvarar Stockholms län riksområdet Stockholm.

## Historia
Stockholms län ingick åren 1634–1641 i Upplands län. Under åren 1641–1654 var Stockholms och Uppsala län utbrutna för att 1649–1652 och från 1655–1714 åter vara förenade. 1714 gjordes en ny, slutgiltig indelning i två län.
Stockholms stad ingick inte i länet utan bildade en särskild administrativ enhet, underställd Överståthållarämbetet, ÖÄ. Stockholm var dock länets residensstad, den enda belägen utanför det egna länet. Från den 1 januari 1968 förenades Stockholm med länet. 
1971 överfördes Upplands-Bro kommun hit från Uppsala län, Knivsta landskommun övergick till Uppsala län, och områdena för Enhörna landskommun och Hölö landskommun överfördes hit från Södermanlands län. Samtidigt överfördes de nordligaste delarna av det gamla länet  till Uppsala län, den del som utgjorde Östhammars stad och kom att bli Östhammars kommun.

## Geografi
Länet utgörs av delar av landskapen Uppland och Södermanland. Högsta naturliga berg med 111 meter över havet är Tornberget, beläget i Tornbergets naturreservat. Länet gränsar mot Södermanlands och Uppsala län. Stockholms län delar dessutom en extremt kort landgräns med Finland, på ön Märket. 

### Naturskydd
År 2023 fanns två nationalparker i Stockholms län: Tyresta nationalpark och Ängsö nationalpark. Den förstnämnda bildades 1993 och utgörs av totalt 1 962 hektar barrskog, sjöar och våtmarker. Urskogen beskrivs av Länsstyrelsen som "en av de finaste i södra Sverige" med upp till 400 År gamla träd. I skogen trivs sällsynta lavar, vedsvampar, mossor och skalbaggar. Den senare, Ängsö nationalpark, är desto äldre. Den bildades 1909 och utgörs av 190 hektar skärgård, ängs- och hagmarker samt blandskog. Nationalparken utgörs av en flack ö och nås endast med båt. Området hålls sedan 1930-talet öppet genom slåtter och bete. På ängarna växer arter som Adam och Eva, grönkulla, nattviol, grönvit nattviol, tvåblad och nästrot.
I länet finns också en nationalstadspark, Kungliga nationalstadsparken. Den var världens första nationalstadspark när den invigdes 1995. Parken inkluderar gammelskog och klippor likväl som slott och museer.

### Administrativ indelning
Länet består av 26 kommuner, vilket gör det till det län med tredje flest kommuner av länen i Sverige, efter Västra Götalands län och Skåne län.

### Tätorter
De tio största tätorterna sett till folkmängd:
| Nr | Tätort                        | Folkmängd (31 december 2020) |
| -- | ----------------------------- | ---------------------------- |
| 1  | Stockholm                     | 1 617 407                    |
| 2  | Upplands Väsby och Sollentuna | 149 701                      |
| 3  | Södertälje                    | 76 320                       |
| 4  | Tumba                         | 46 014                       |
| 5  | Lidingö                       | 44 091                       |
| 6  | Åkersberga                    | 35 747                       |
| 7  | Vallentuna                    | 33 336                       |
| 8  | Märsta                        | 29 815                       |
| 9  | Gustavsberg                   | 24 341                       |
| 10 | Norrtälje                     | 22 018                       |

Residensstaden är i fet stil

## Styre och politik

### Styre

#### Länsstyrelsen i Stockholms län
Länsstyrelsen i Stockholms län ansvarar för den statliga förvaltningen i länet, och har flera olika mål gällande regional utveckling. Dess chef är landshövdingen i Stockholms län. Åren 1812–1968 hade Länsstyrelsen sitt säte i Preisiska huset.

#### Polismyndigheten i Stockholms län
Den tidigare polismyndigheten i Stockholms län uppgick 2014 i den rikstäckande Polismyndigheten.

#### Region Stockholm
Region Stockholm ansvarar, liksom andra regioner, främst för samhällets offentligt finansierade hälso- och sjukvård. Region Stockholm står också för kollektivtrafiken i länet genom Storstockholms lokaltrafik. Dessutom har region Stockholm även ett visst ansvar för den regionala utvecklingen i länet och bedriver kulturell verksamhet. 

### Politik
I riksdagsval är Stockholms län indelat i två valkretsar: Stockholms kommuns valkrets, som består av Stockholms kommun, och Stockholms läns valkrets, som består av övriga kommuner i Stockholms län.

## Ekonomi och infrastruktur

### Näringsliv

#### Jord- och skogsbruk
Jord- och skogsbruket i länet är relativt omfattande. I början av 2000-talet upptogs cirka 14 procent av landarealen av åker- och betesmark och 43 procent av skog. Trots detta bidrog jord- och skogsbruk endast till 0,4 procent av sysselsättningen i länet.

#### Industri
I början av 2000-talet stod tillverkningsindustrin för nio procent av alla arbetstillfällena i länet, villet jämföras med 18 procent för riket som helhet. Omkring hälften av dessa var anställda inom verkstadsbranschen, där elektroindustrin var  den viktigaste delbranschen. Bland företag inom elektroindustrin hittades till exempel Ericsson-koncernen, då länets största privata arbetsgivare och IBM Svenska AB. Andra viktiga verkstadsföretag var Siemens-Elema AB, Alfa Laval Svenska AB, AB Electrolux och Scania AB. 
Andra viktiga industribranscher i länet var grafiska så som dags- och veckotidningar samt den kemiska industrin med företag som  AstraZeneca-koncernen och Pharmacia AB. Bland livsmedelsindustrier kan nämnas Kraft Foods Sverige AB, Carlsberg Sverige AB  och Arlamejerierna.

#### Tjänster och turism
Det som framförallt särskiljer länets näringsliv från övriga län är tjänstesektorns betydelse. I början av 2000-talet var 85 procent av samtliga företag tjänsteproducerande, vilket kan jämföras med 66 procent för riket. Dess andel av arbetstillfällena var dock något lägre. År 2001 uppgick tjänstesektorns andel av antalet sysselsatta till 83 procent mot 68 procent för riket.

### Infrastruktur

#### Transport
Vägtrafiken i Storstockholm är Sveriges mest omfattande och Essingeleden är den mest belastade infartsleden med i genomsnitt 160 000 fordon/dygn (2007). År 2007 införde Stockholms kommun, som första stad i Sverige, en permanent trängselskatt i innerstaden.
För kollektivtrafiken inom Stockholms län ansvarar Region Stockholm. Den landbaserade trafiken marknadsförs under namnet SL och den sjögående trafiken, som marknadsförs under namnet Waxholmsbolaget. Trafiken utförs av entreprenörer.
Den landbaserade kollektivtrafiken består dels av busstrafik och dels av spårtrafik i form av pendeltåg. Förutom regionens trafik finns fjärr- och regionaltåg, framför allt i SJ:s regi, men även till exempel Arlanda Express och enstaka privata busslinjer.

## Befolkning
Stockholms län är Sveriges mest folkrika, med drygt 20 procent av befolkningen, och det mest folktäta (369 invånare/km²). Den 31 mars 2025 hade länet 2 475 161 invånare. Mer än hälften av länets invånare räknas av SCB som öbor.

### Demografi

#### Befolkningsutveckling
Folkmängden nedan avser Stockholms län inklusive Stockholms kommun från 1800 till 2020 med 10-årsintervaller.
| Befolkningsutvecklingen i Stockholms län 1800–2024 | Befolkningsutvecklingen i Stockholms län 1800–2024 | Befolkningsutvecklingen i Stockholms län 1800–2024 | Befolkningsutvecklingen i Stockholms län 1800–2024 | Befolkningsutvecklingen i Stockholms län 1800–2024 |
| -------------------------------------------------- | -------------------------------------------------- | -------------------------------------------------- | -------------------------------------------------- | -------------------------------------------------- |
|                                                    |                                                    |                                                    |                                                    |                                                    |
| År                                                 |                                                    |                                                    | Folkmängd                                          |                                                    |
| 1800                                               | 1800                                               |                                                    | 171 797                                            |                                                    |
| 1810                                               | 1810                                               |                                                    | 162 162                                            |                                                    |
| 1820                                               | 1820                                               |                                                    | 173 272                                            |                                                    |
| 1830                                               | 1830                                               |                                                    | 184 711                                            |                                                    |
| 1840                                               | 1840                                               |                                                    | 194 440                                            |                                                    |
| 1850                                               | 1850                                               |                                                    | 207 713                                            |                                                    |
| 1860                                               | 1860                                               |                                                    | 234 128                                            |                                                    |
| 1870                                               | 1870                                               |                                                    | 267 260                                            |                                                    |
| 1880                                               | 1880                                               |                                                    | 315 796                                            |                                                    |
| 1890                                               | 1890                                               |                                                    | 399 169                                            |                                                    |
| 1900                                               | 1900                                               |                                                    | 473 476                                            |                                                    |
| 1910                                               | 1910                                               |                                                    | 571 504                                            |                                                    |
| 1920                                               | 1920                                               |                                                    | 662 634                                            |                                                    |
| 1930                                               | 1930                                               |                                                    | 767 292                                            |                                                    |
| 1940                                               | 1940                                               |                                                    | 878 163                                            |                                                    |
| 1950                                               | 1950                                               |                                                    | 1 101 017                                          |                                                    |
| 1960                                               | 1960                                               |                                                    | 1 271 014                                          |                                                    |
| 1970                                               | 1970                                               |                                                    | 1 477 234                                          |                                                    |
| 1980                                               | 1980                                               |                                                    | 1 528 200                                          |                                                    |
| 1990                                               | 1990                                               |                                                    | 1 641 669                                          |                                                    |
| 2000                                               | 2000                                               |                                                    | 1 823 210                                          |                                                    |
| 2010                                               | 2010                                               |                                                    | 2 054 343                                          |                                                    |
| 2020                                               | 2020                                               |                                                    | 2 391 990                                          |                                                    |
| 2024                                               | 2024                                               |                                                    | 2 473 307                                          |                                                    |

## Kultur

### Kulturarv
År 2023 fanns tre världsarv i Stockholms län:
- Drottningholms slottsområde
- Birka och Hovgården
- Skogskyrkogården

Drottningholms slottsområde upptogs som världsarv 1991. De främsta orsakerna till att det upptogs var byggnaderna Kina slott och Drottningholmsteatern. Staden Birka anlades på Björkö under 700-talet. Den kom att bli en viktig handelsplats och internationell hamn. Hovgården låg på Adelsö och var kungens boplats. De båda upptogs på Unescos världsarvslista 1993. Året därpå tillkom Skogskyrkogården på världsarvslistan. Motiveringen löd: "Skogskyrkogården är ett framstående exempel på hur arkitektur och ett formgivet kulturlandskap från vårt århundrade sammansmälts till en kyrkogård. Denna skapelse har haft stort inflytande på utformningen av kyrkogårdar i hela världen.”

### Länsvapen

Stockholms läns vapen fram till 1968.

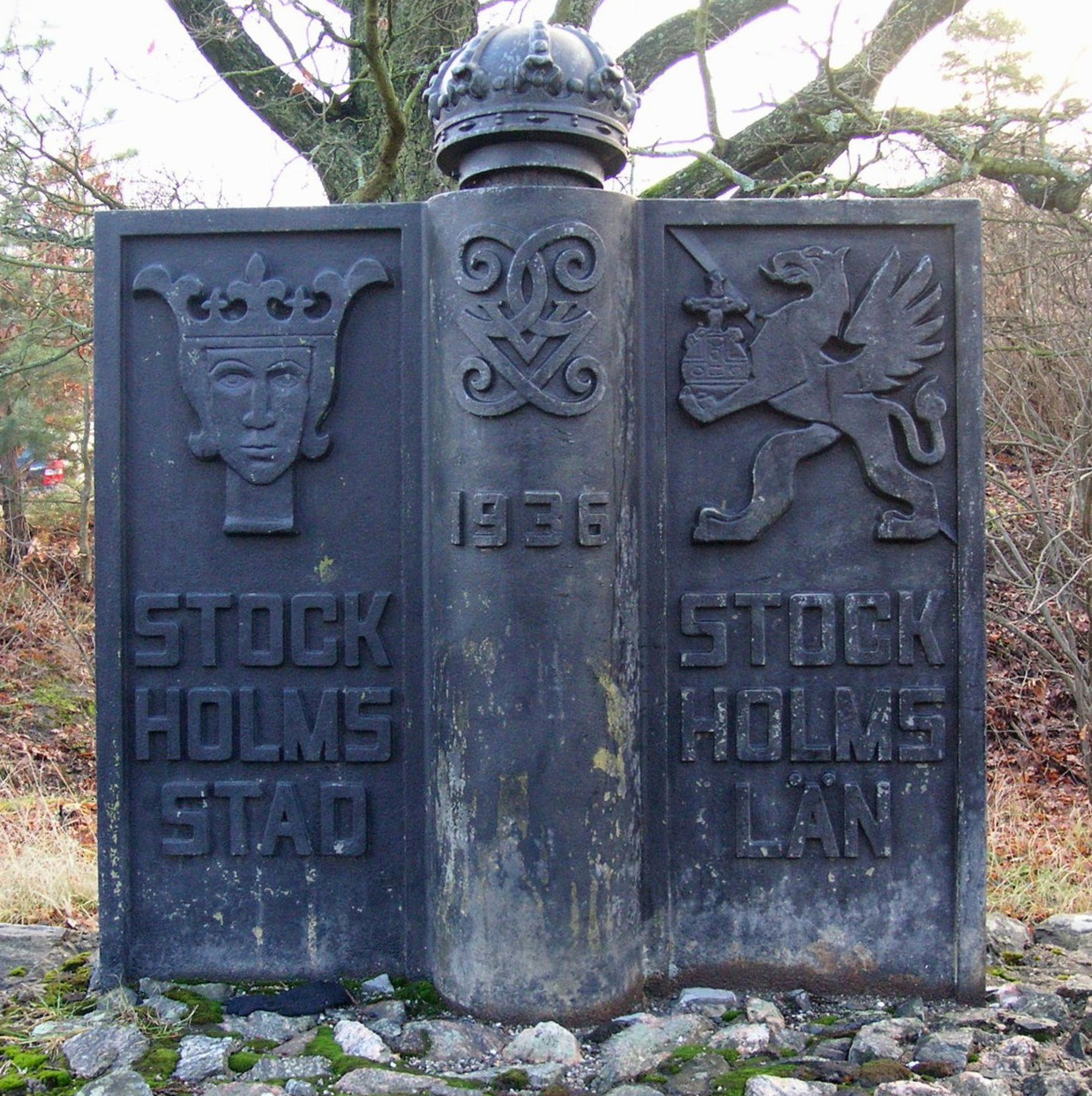
Gränsmärke från 1936 mellan Stockholms stad och Stockholms län. Skylten är placerad vid Gamla Södertäljevägen på gränsen mellan Segeltorp i Huddinge kommun och Fruängen i Stockholm.

Blasonering: "Sköld, genom en uppåtriktad kil av guld, vari ett avslitet svart griphuvud med näbb och tunga röda, kluven i blått, vari ett S:t Erikshuvud av guld, och i rött, vari ett riksäpple av guld."
Det nuvarande länsvapnet, innehållande element från Stockholms, Södermanlands och Upplands vapen, skapades i samband med att det nuvarande länet bildades genom sammanläggning av det tidigare Stockholms län med Stockholms överståthållareskap år 1968. Det tidigare länsvapnet från 1947 var en kombination av Södermanlands och Upplands vapen medan Överståthållarämbetet förde en variant av Stockholms stadsvapen.